# Brasserie La Botteresse de Sur-les-Bois
Brasserie La Botteresse de Sur-les-Bois is een Belgische brouwerij te Saint-Georges-sur-Meuse in de provincie Luik.

## Geschiedenis
De brouwactiviteiten van Willy Moulin en zijn neef José Poncin startten in februari 1996. In 1997 startten ze met hun brouwerij te Jupille-sur-Meuse die de naam Brasserie des Bruyeres kreeg. Het eerste bier dat ze uitbrachten was La Botteresse Ambrée en al snel veranderden ze hun naam in Brasserie La Botteresse. Kleinere hoeveelheden werden gebrouwen in hun eigen installatie maar de grotere hoeveelheden werden bij Brasserie Vervifontaine in Jalhay (bij Verviers) gebrouwen.

In 2005 verhuisde men naar Sur-les-Bois, een wijk in Saint-Georges-sur-Meuse waar in een vroegere garage een nieuwe brouwerij geïnstalleerd werd met de oude brouwinstallatie van de inmiddels failliet verklaarde Brasserie Vervifontaine. De naam van de brouwerij krijgt de huidige naam en vanaf februari 2006 wordt er gebrouwen in de nieuwe installatie. Bottelen en etiketteren gebeurt er nog steeds grotendeels handmatig.

## Bieren
- La Botteresse
- Sur-les-Bois
- La Poirette de Fontaine

## Alcohol
- Coeur de Botteresse, gestookt van hun bier La Botteresse